# Quận Washington, Nebraska
Quận Washington là một quận thuộc tiểu bang Nebraska, Hoa Kỳ.
Quận này được đặt tên theo. Theo điều tra dân số của Cục điều tra dân số Hoa Kỳ năm 2000, quận có dân số 18.780 người. Quận lỵ đóng ở.

## Địa lý
Theo Cục điều tra dân số Hoa Kỳ, quận có diện tích 1020 km2, trong đó có 8 km2 là diện tích mặt nước.

## Thông tin nhân khẩu
Theo điều tra dân số 2 năm 2000, đã có 18.780 người, 6.940 hộ gia đình, và 5.149 gia đình sống trong quận hạt. Mật độ dân số là 48 người trên một dặm vuông (19/km ²). Có 7.408 đơn vị nhà ở với mật độ trung bình là 19 trên một dặm vuông (7/km ²). Cơ cấu chủng tộc của dân cư quận bao gồm 98,12% người da trắng, 0,34% da đen hay Mỹ gốc Phi, 0,20% người Mỹ bản xứ, 0,29% châu Á, Thái Bình Dương 0,11%, 0,30% từ các chủng tộc khác, và 0,63% từ hai hoặc nhiều chủng tộc. 1,08% dân số là người Hispanic hay Latino thuộc một chủng tộc nào. 37,1% là của Đức, Đan Mạch 11,9%, Ailen 9,0%, 7,8% và 7,0% người Mỹ gốc tiếng Anh theo điều tra dân số năm 2000.
Có 6.940 hộ, trong đó 36,40% có trẻ em dưới 18 tuổi sống chung với họ, 64,00% là đôi vợ chồng sống với nhau, 7,00% có một chủ hộ nữ và không có chồng, và 25,80% là không gia đình. 21,80% hộ gia đình đã được tạo ra từ các cá nhân và 10,10% có người sống một mình 65 tuổi hoặc lớn tuổi hơn là người. Cỡ hộ trung bình là 2,63 và cỡ gia đình trung bình là 3.09.
Trong quận tháp tuổi dân cư gồm có 27,10% dưới độ tuổi 18, 9,30% 18-24, 26,70% 25-44, 24,10% từ 45 đến 64, và 12,90% từ 65 tuổi trở lên người. Độ tuổi trung bình là 37 năm. Đối với mỗi 100 nữ có 98,70 nam giới. Đối với mỗi 100 nữ 18 tuổi trở lên, đã có 96,20 nam giới.
Thu nhập trung bình cho một hộ gia đình trong quận đã được $ 48.500, và thu nhập trung bình cho một gia đình là $ 56.429. Phái nam có thu nhập trung bình $ 36.901 so với 25.893 $ cho phái nữ. Thu nhập bình quân đầu người 21.055 $. Giới 4,10% gia đình và 6,00% dân số sống dưới mức nghèo khổ, trong đó có 8,00% những người dưới 18 tuổi và 7,50% của những người 65 tuổi hoặc hơn.